# در سایه اکثریت‌های خاموش
در سایهٔ اکثریت‌های خاموش یا پایان امر اجتماعی (به فرانسوی: À l’ombre des majorités silencieuses ou la fin du social) رساله ای فلسفی از فیلسوف فرانسوی ژان بودریار است که در سال ۱۹۷۸ منتشر شده‌است. او در این کتاب به تحلیل توده‌ها و رابطه‌شان با معنا می‌پردازد. در اینجا توده‌ها به عنوان فرم ایدئال مقاومت در برابر امر اجتماعی در نظر آورده شده‌اند.

## تاریخچه نشر
اولین نسخه از این کتاب در شماره آخر مجله له کَییه دوتُپی (به فرانسوی: Les Cahiers d'Utopie) در سال ۱۹۷۸ منتشر شد. سپس توسط پل فاس و جان جانستون و پل پاتون به انگلیسی ترجمه شد. نسخه دوم آن در سال ۲۰۰۷ منتشر شد.

## ترجمه به فارسی
- این کتاب توسط پیام یزدانجو به فارسی ترجمه شده و نشر مرکز آن را منتشر ساخته است.